# TA-35
Le TA-35 est un indice boursier de la bourse de Tel-Aviv composé des 35 principales capitalisations boursières du pays.
Depuis le 12 février 2017 l'indice contient 35 actions au lieu de 25 pour tenter d'améliorer la stabilité, pour réduire les risques pour les trackers, et pour encourager les investissements étrangers.

## Composition
Au 7 mai 2024, l'indice se composait des titres suivants :
| Code     | Société                                 | Secteur                   |
| -------- | --------------------------------------- | ------------------------- |
| ARPT     | Airport City Ltd (he)                   | Immobilier                |
| AMOT     | Amot Investments Ltd (he)               | Immobilier                |
| AZRG IT  | Azrieli Group (en)                      | Finance                   |
| POLI IT  | Bank Hapoalim                           | Finance                   |
| LUMI IT  | Bank Leumi                              | Finance                   |
| BEZQ IT  | Bezeq                                   | Télécommunications        |
| BIG      | Big Shopping Centers Ltd (he)           |                           |
| CAMT     | Camtek Ltd (he)                         |                           |
| DLEKG IT | Delek Group                             | Finance                   |
| ESLT IT  | Elbit Systems                           | Industrie                 |
| ELTR     | Electra Group (company) (he)            |                           |
| ENOG     | Energean (en)                           | Énergie                   |
| ENRG     | Energix Renewable Energies (en)         | Technologie               |
| ENLT     | Enlight Renewable Energy (en)           | Énergie                   |
| FTAL     | Fattal Holding Ltd (de)                 |                           |
| FIBI     | First International Bank of Israel (en) | Finance                   |
| HARL     | Harel Insurance (en)                    |                           |
| ICL IT   | Israel Chemicals                        | Matériaux                 |
| ILCO IT  | Israel Corp (en)                        | Finance                   |
| DSCT IT  | Israel Discount Bank                    | Finance                   |
| MLSR     | Melisron (he)                           | Immobilier                |
| MVNE     | Mivne Real Estate Ltd (he)              | Immobilier                |
| MZTF IT  | Mizrahi Tefahot Bank                    | Finance                   |
| NWMD     | NewMed Energy (en)                      |                           |
| NICE IT  | NICE Systems                            | Télécommunications        |
| NVMI     | Nova Measuring Instruments (en)         | Technologie               |
| OPCE     | OPC Energy Ltd (he)                     | Énergie                   |
| ORA      | Ormat Technologies (en)                 |                           |
| PHOE     | Phoenix Holdings Ltd (he)               |                           |
| SPNS     | Sapiens International Corporation (en)  | Technologie               |
| SPEN     | Shapir Engineering Industry (he)        | Construction              |
| SAE      | Shufersal (en)                          | Commerce de détail        |
| STRS IT  | Strauss Group                           | Consommation non cyclique |
| TEVA IT  | Teva Pharmaceutical Industries          | Consommation non cyclique |
| TSEM     | Tower Semiconductor (en)                | Technologie               |